# Рингвудит
Рингвудит (сокращённо Rv) — плотный ультравысокобарный минерал группы оливина. Кубический триморф форстерита и уэдделлита. Встречается в метеоритах (хондритах). Разновидность зелёного минерала перидота.

## История

### Происхождение названия
Назван в честь Теда Рингвуда (1930—1993), геохимика и профессора геологии Австралийского Национального Университета.

## Свойства
Рингвудит может образоваться исключительно в условиях крайне высокого давления, например в недрах земли, недоступных для человека (525—660 км глубины).
Характеризуется повышенным коэффициентом железистости.
Рингвудит — следующая высокобарическая модификация оливина и считается основным минералом нижней части переходного слоя верхней мантии. Стабилен при высоком давлении.
Имеет прыжковую проводимость, энергия активации которой равна 1,4 эВ, которая, в отличие от вадслеита, существенно снижается с увеличением содержания в рингвудите воды: от 0,98 до 0,45 эВ при увеличении содержания воды от 0,01 до 1 мас.%.
Как и вадслеит, может содержать значительные концентрации воды, до 2,8 мас.% Н2О. При измерении электропроводности рингвудита в зависимости от температуры и содержания воды подтверждено наличие протонной проводимости. При температуре 1700 К вклад протонной проводимости ничтожно мал при содержании воды менее 0,1 мас.%, но гораздо выше, чем для вадслеита, при содержании воды более 0,5 мас.%. В рингвудите имеется только один пик поглощения, который становится очень широким при высоких содержаниях воды, что может быть связано с увеличением подвижности протона.